# نیمی از بهشت
نیمی از بهشت (اسپانیایی: La mitad del cielo‎) یک فیلم درام اسپانیایی به کارگردانی مانوئل گوتیه‌رس آراگن است که در سال ۱۹۸۶ منتشر شد. این فیلم به عنوان نماینده اسپانیا در پنجاه و نهمین دوره جوایز اسکار ارسال شد اما به عنوان نامزد پذیرفته نشد.